# Rysk bank
Rysk bank, även kallat garibaldka, är ett ursprungligen polskt kortspel för två deltagare. Spelet tillhör kategorin patiensspel, det vill säga patienser som är avsedda för mer än en person. 
De båda spelarna har varsin kortlek och turas om att lägga ut och flytta kort i en gemensam patiens. Denna har ett tämligen komplicerat upplägg, där spelarna har bland annat tre olika korthögar var att hålla ordning på. Spelet går ut på att bli av med korten i dessa högar genom att efter spelets regler lägga dem till exempel på motspelarens högar eller på de gemensamma grundhögarna, vilka precis som i vanliga patienser ska bestå av sekvenser från ess upp till kung i samma färg. Den spelare som först lyckats lägga ut alla sina kort vinner spelet.